# Corynoneura gynocera
Corynoneura gynocera är en tvåvingeart som beskrevs av Tuiskunen 1983. Corynoneura gynocera ingår i släktet Corynoneura och familjen fjädermyggor.
Artens utbredningsområde är Finland. Enligt den finländska rödlistan är arten otillräckligt studerad i Finland. Arten har ej påträffats i Sverige. Artens livsmiljö är sjöar. Inga underarter finns listade i Catalogue of Life.